# 남부윗수염박쥐
남부윗수염박쥐(Myotis aelleni)는 애기박쥐과 윗수염박쥐속에 속하는 박쥐이다. 아르헨티나의 토착종이다. 노바이스(Novaes)와 윌슨(Wilson), 루에디(Ruedi), 모라텔리(Moratelli)는 모식 표본의 정성 및 정량 분석을 바탕으로 이 분류군을 칠레윗수염박쥐(Myotis chiloensis)의 하위 이명으로 취급한다.